# Ana Gros
Ana Gros (født d. 21. januar 1991) er en kvindelig slovensk håndboldspiller som spiller for slovenske RK Krim og Sloveniens kvindehåndboldlandshold.

## Karriere
Gros' seniorkarriere begyndte tilbage i 2008, for RK Olimpija fra Ljubljana, med hvem hun deltog i EHF Challenge Cup, i sæsonen 2008/09. I den efterfølgende sæson, skiftede hun til de slovenske mestre og storklub fra RK Krim Ljubljana, med hvem hun vandt det slovenske mesterskab og den slovenske pokalturnering. I 2010, blev den Gros hentet til den ungarske storklub Győri ETO KC, hvor hun også vandt den ungarske liga og pokalturnering i 2011 og 2012. Hun spillede også Champions League-finale med klubben i 2012, hvor man dog tabte til montenegrinske ŽRK Budućnost Podgorica. I 2012, underskrev hun en kontrakt med den tyske Bundesliga-klub Thüringer HC.. Med klubben, var hun også med til at vinde det tyske mesterskab og DHB-Pokal i 2013. 
I januar 2014, flyttede Gros til det franske topklub Metz Handball. Med Metz vandt hun også det franske mesterskab i årene 2014, 2016, 2017 og 2018. Fra sæsonen 2018/19, skiftede hun til Brest Bretagne Handball, på en lejeaftale. Hun forlængede efterfølgende og blev fritstillet fra hendes kontrakt i Metz. Med Brest vandt hun også det franske mesterskab og pokalturnering i 2021. I 2021, spillede hun igen Champions League-finale mod norske Vipers Kristiansand. Holdet tabte dog finalen med cifrene 34-28. Med i alt 135 mål, blev hun den samlede topscorer i Champions League-turneringen. I sommeren 2021, skiftede hun til den russiske storklub CSKA Moskva.

## Meritter
- Slovenske mesterskab:
  - Vinder: 2009, 2010
- Slovenske Pokalturnering:
  - Vinder: 2009, 2010
- Nemzeti Bajnokság I:
  - Vinder: 2011, 2012
- Magyar Kupa:
  - Vinder: 2011, 2012
- Handball-Bundesliga Frauen:
  - Vinder: 2013
- LFH Division 1 Féminine:
  - Vinder: 2014, 2016, 2017, 2021
- Coupe de France:
  - Vinder: 2015, 2017, 2021
- Coupe de la Ligue Française:
  - Vinder: 2014
- EHF Champions League:
  - Finalist: 2012, 2021
  - Semifinalist: 2011

## Udmærkelser
- LFH Division 1 Féminine Topscorer: 2016, 2018
- LFH Division 1 Féminine Al-Star Højre back: 2015, 2016, 2017, 2018, 2019, 2020
- All-Star højre back i EHF Champions League: 2018